# ثعبان كوكري فلسطين
ثعبان الأرض ذو الرأس الأسود (الاسم العلمي:  Rhynchocalamus melanocephalus)، المعروف أيضًا باسم ثعبان كوكري فلسطيني (بالإنجليزية:  Palestine kukri snake)‏ أو الحنش الكوكري الفلسطيني هو نوع من الثعابين الصغيرة الغير المؤذية، له جسد متناسق، ومستوطن في بلدان شرق البحر المتوسط والشرق الأدنى. انه نوع من أنواع الثعابين التي تنتمي إلى عائلة الاحناش. اثنين من النويعات التابعة له، (الاسم العلمي:  Rhynchocalamus melanocephalus melanocephalus))، و(الاسم العلمي:  Rhynchocalamus melanocephalus satunini)، معترف بهما حاليا.

## الوصف
ثعبان الأرض ذو الرأس الأسود هو ثعبان صغير يحفر ويختبئ بالارض له جسم نحيف يصل طوله إلى 36–40 سنتيمتر (14–16 بوصة) وهذا يعتبر طوله الكلي (الجسم + الذيل). جسده ناعم ولين وبسبب الحراشف الظهرية اللامعة والغطاء الجسدي شبه الشفاف يكون العديد من أجهزته الداخلية مرئية تمامًا، عند فحصه مع مصدر الضوء. عيونها صغيرة، ولون القزحية اسود. الرأس مغطى بدروع كبيرة متناسقة. درع المنصة لديه موسع إلى حد ما ومتطور ومتخصص للحفر في التربة. قد يختلف تلون الظهر من اللون الحنطي إلى البرتقالي، دون وجود نمط واضح باستثناء عند العنق والرأس. البطن لونه ابيض-شفافي.
النمط على الرقبة والرأس يختلف في نويعين مختلفين. في الأنواع الفرعية؛ النويع الأول (الاسم العلمي:Rhynchocalamus melanocephalus melanocephalus) ، لا يوجد فصل بين نمط الرقبة ونمط الرأس. السطح العلوي للرأس والعنق لون أسود كلون الرماد. فقط حراشف الشفتين وحراشف الأنف و"المنصة" لونها ابيض. في النويع الثاني (الاسم العلمي:R. melanocephalus satunini) ، يكون على الرقبة نصف طوق لونه أسود، ويتكون نمط الرأس من ثلاثة سروج سوداء ممتدة. أول واحد هو على المنصة. يمتد الثاني على المنطقة التي خلف الأنف، والمنطقة التي فوق الحجاج، وإلى الحراشف الامامية، وجزئيا على الدروع التي امام الجبهة من العين إلى العين. يغطي السرج الثالث الدروع الجدارية وبعض الحراشف المحيطية لذلك. المساحات التي بين السروج السوداء لونها ابيض، مما يجعل من السهل تمييز الاحناش -Rhynchocalamus- هذه والتعرف عليها بصريا والتفريق بينها وبين الأنواع المماثلة من أجناس (الاسم العلمي: Eirenis) و (الاسم العلمي: Pseudocyclophis) ، والتي غالبا ما تعيش في نفس الموائل.

## تاريخها الطبيعي
لا يُعرف سوى القليل جدًا عن التاريخ الطبيعي للثعبان الأرضي ذو الراس الاسود. هذا النوع يعيش في الجحر ويقضي معظم حياته تحت الأرض، ويعتمد بشكل كبير على رطوبة التربة. يمكن العثور على هذا الثعبان نادرًا فقط، ويكون ذلك بشكل أساسي تحت الصخور، أو نادرًا للغاية على السطح بعد هطول أمطار غزيرة؛ في فترة أواخر فصل الربيع وأول فصل الصيف.

## الغذاء
هذا الثعبان المفترس الصغير يتغذى على اليرقات وبيض النمل، وربما غيرها من اللافقاريات.

## النطاق الجغرافي
يتواجد هذا الثعبان في أراضي الأشجار القمئية الجافة في دول شرق البحر المتوسط والشرق الأدنى. هناك سجلات تدل على وجوده في أرمينيا وأذربيجان وفلسطين وإيران والعراق والأردن ولبنان والسعودية وسوريا وتركيا. يعيش في الجزء الجنوبي من نطاق معيشته النويع الفرعي - Rhynchocalamus melanocephalus melanocephalus يناير، 1862. في المناطق الشمالية من نطاق تواجده؛ أرمينيا، أذربيجان، شمال شرق تركيا، وشمال غرب إيران يعيش النويع الفرعي - Rhynchocalamus melanocephalus satunini Nikolsky ، 1899.

## الموائل والبيئة
من المعروف ان هذه الانواع من الثعابين تتواجد في المناطق الصخرية، وفي المناطق الصلصالية وفي الاماكن التي يسودها مناخات شبه قاحلة. تقضي هذه الثعابين معظم وقتها تحت الأرض، ونادراً ما تتواجد تحت الصخور بعد هطول أمطار غزيرة؛ أي بحلول فترة الربيع وبداية الصيف.

## استخدام الأراضي والحماية
تم ري الموائل التي يعيش بها الثعبان الأرضي ذو الرأس الأسود أو تحويلها إلى مناطق حضرية ومدنية. أيضا، في الكثير من الأماكن، يتم استخدام المناطق الشبه قاحلة كمراعي للماعز والأغنام والماشية.

## حالة الحفظ
يُصنَّف هذا النوع من الثعابين على أنه غير مهدد (بالإنجليزية: LC) وفقًا للقائمة الحمراء للأنواع المهددة بالانقراض التابعة لـ IUCN ، لكن تم إدراجه في القوائم الحمراء لأرمينيا وأذربيجان والاتحاد السوفيتي السابق، كنوع نادر للغاية.

## روابط خارجية
- Rhynchocalamus melanocephalus
- melanocephalus Rhynchocalamus في الموارد الزواحف والبرمائيات Tadevosyan ل . تم الوصول إليه في 20 يناير 2007.